# Thierry Gathuessi
Thierry Gathuessi est un footballeur camerounais, né le 17 avril 1982 à Bafoussam. Il évolue au poste de défenseur.
Formé au Montpellier HSC, il joue ensuite notamment à l'AS Cannes, au FC Sète, au Hibernian FC et au Raith Rovers. Il rejoint ensuite le championnat d'Indonésie et joue au Sriwijaya FC avec qui il remporte l'Indonesia Super League 2012 puis évolue notamment au Arema Malang.
Il compte une sélection en équipe du Cameroun.

## Biographie
Thierry Gathuessi commence le football au sein du Sable Batié puis, rejoint le centre de formation des Brasseries du Cameroun. Repéré par Roger Milla lors du Tournoi de Montaigu, il rejoint en 1998 le centre de formation du Montpellier HSC. Défenseur polyvalent et athlétique, il intègre l'équipe réserve en 2001 puis, l'année suivante, fait ses débuts en équipe première. Titularisé au coup d'envoi par l'entraîneur Michel Mézy, il dispute l'intégralité de la rencontre face au Lille OSC, le 20 janvier 2002, lors de la vingtième journée du championnat. Les Montpelliérains s'imposent sur le score de deux buts à zéro. Pour sa première saison avec l'équipe professionnelle, il dispute quatre rencontres, toutes victorieuses, puis neuf la saison suivante, mais une grave blessure au genou, survenue en mars 2003, stoppe sa progression. Le mois suivant, le club lui marque cependant sa confiance en lui faisant signer son premier contrat professionnel d'une durée de trois ans. De retour en équipe première en septembre 2003, il dispute vingt rencontres du championnat que le club termine à la dernière place et se retrouve ainsi relégué en Ligue 2. La même année, il est appelé pour la première fois, en décembre 2003, en équipe nationale par le sélectionneur Winfried Schäfer. Il dispute, le 28 avril 2004, sa seule rencontre rencontre sous le maillot camerounais face à la Bulgarie. Dans cette rencontre amicale, perdue sur le score de trois buts à zéro, il entre en jeu à la 78e minute de la rencontre en remplacement d'Achille Emana. Il fait ensuite partie du groupe appelé pour la préparation de la rencontre contre le Mali, mais ne joue pas la rencontre. Après une dernière saison, terminée à la huitième place de la Ligue 2, il est libéré de son contrat par son club formateur.
Il rejoint alors l'AS Cannes, club de National, dirigé par son ancien entraîneur Gérard Bernardet, et un des favoris pour la montée. Quatrième du championnat, le club cannois échoue dans son projet de remontée et Thierry Gathuessi rejoint alors le FC Sète, autre club de National qui vient d'être relégué de Ligue 2.
En juillet 2007, après un essai concluant  avec l'Hibernian FC lors du camp d'entraînement de pré-saison en Autriche, il est transféré pour environ 30 000 livres dans le club écossais dirigé par John Collins et, signe un contrat de deux ans,. John Collins déclare alors à son propos : « Il peut jouer sur le côté gauche ou droit de la défense et a déjà joué en défense centrale dans ses précédents clubs, il nous offre ainsi un peu plus d'options pour la défense », « nous sommes ravis de l'avoir au club ». Il inscrit son seul but avec les « Hibs » lors de la victoire, trois buts à deux, face au leader le Celtic FC. Expulsé à deux reprises au cours de la saison, son jeu physique et agressif lui valent d'être surnommé « Hong Kong Thierry » par les supporters, en référence au dessin animé Hong Kong Fou Fou. La saison suivante, l'entraîneur Mixu Paatelainen ne compte plus sur lui et il n'évolue qu'en équipe réserve. En janvier 2009, il est prêté au Inverness Caledonian Thistle. Il ne dispute que deux rencontres et n'est pas conservé en fin de saison qui voit le club relégué en Scottish First Division. Laissé libre par Hibernian FC, il effectue un essai avec Raith Rovers, club de Division 2, en novembre 2009. Après un contrat à court terme, il dispute le reste de la saison avec le club.
Après une période sans emploi, il rejoint en octobre 2010 le Sriwijaya FC, club du Championnat d'Indonésie. Cinquième du championnat en fin de saison, il remporte avec ses coéquipiers l'Indonesia Super League l'année suivante. Il quitte le club sur ce succès et signe alors au Arema Malang. Il termine vice-champion d'Indonesia Super League en fin de saison puis troisième en 2014.
En janvier 2015, il s'engage avec le Persiram Raja Ampat (en) pour une durée d'un an, puis, en 2016, effectue son retour au Sriwijaya FC.

## Palmarès
- Champion d'Indonésie en 2012 avec Sriwijaya FC.
- Vice-champion d'Indonésie en 2013 avec Arema Malang.

## Statistiques
Le tableau ci-dessous retrace la carrière de Thierry Gathuessi depuis ses débuts professionnels,,,.
| Saison                | Club                  | Championnat           | Championnat | Championnat | Coupe nationale | Coupe nationale | Coupe de la Ligue | Coupe de la Ligue | Supercoupe | Supercoupe | Compétition(s) continentale(s) | Compétition(s) continentale(s) | Compétition(s) continentale(s) | Cameroun | Cameroun | Total | Total |
| Saison                | Club                  | Division              | M.          | B.          | M.              | B.              | M.                | B.                | M.         | B.         | Comp.                          | M.                             | B.                             | M.       | B.       | M.    | B.    |
| 2001-2002             | Montpellier HSC       | Ligue 1               | 4           | 0           | -               | -               | -                 | -                 | -          | -          | -                              | -                              | -                              | -        | -        | 4     | 0     |
| 2002-2003             | Montpellier HSC       | Ligue 1               | 9           | 0           | 1               | 0               | 1                 | 0                 | -          | -          | -                              | -                              | -                              | -        | -        | 11    | 0     |
| 2003-2004             | Montpellier HSC       | Ligue 1               | 20          | 0           | 1               | 0               | -                 | -                 | -          | -          | -                              | -                              | -                              | 1        | 0        | 22    | 0     |
| 2004-2005             | Montpellier HSC       | Ligue 2               | 16          | 0           | -               | -               | 1                 | 0                 | -          | -          | -                              | -                              | -                              | -        | -        | 17    | 0     |
| 2005-2006             | AS Cannes             | National              | 28          | 0           | -               | -               | -                 | -                 | -          | -          | -                              | -                              | -                              | -        | -        | 28    | 0     |
| 2006-2007             | FC Sète               | National              | 30          | 0           | -               | -               | 2                 | 0                 | -          | -          | -                              | -                              | -                              | -        | -        | 32    | 0     |
| 2007-2008             | Hibernians FC         | Scottish Premier      | 23          | 1           | 1               | 0               | 1                 | 0                 | -          | -          | -                              | -                              | -                              | -        | -        | 25    | 1     |
| 2008-2009             | Hibernians FC         | Scottish Premier      | -           | -           | -               | -               | -                 | -                 | -          | -          | -                              | -                              | -                              | -        | -        | 0     | 0     |
| 2008-2009             | Inverness CT (prêt)   | Scottish Premier      | 1           | 0           | 1               | 0               | -                 | -                 | -          | -          | -                              | -                              | -                              | -        | -        | 2     | 0     |
| 2009-2010             | Raith Rovers FC       | Scottish Division 1   | 13          | 0           | 2               | 0               | -                 | -                 | -          | -          | -                              | -                              | -                              | -        | -        | 15    | 0     |
| 2010-2011             | Sriwijaya FC          | ISL                   | 22          | 2           | -               | -               | -                 | -                 | -          | -          | CL+Cup                         | 2+5                            | 1+1                            | -        | -        | 29    | 4     |
| 2011-2012             | Sriwijaya FC          | ISL                   | 30          | 5           | -               | -               | -                 | -                 | -          | -          | -                              | -                              | -                              | -        | -        | 30    | 5     |
| 2013                  | Arema Malang          | ISL                   | 29          | 1           | -               | -               | -                 | -                 | -          | -          | -                              | -                              | -                              | -        | -        | 29    | 1     |
| 2014                  | Arema Malang          | ISL                   | 25          | 5           | 5               | 0               | -                 | -                 | 1          | 0          | Cup                            | 7                              | 0                              | -        | -        | 38    | 5     |
| Total sur la carrière | Total sur la carrière | Total sur la carrière | 250         | 14          | 11              | 0               | 5                 | 0                 | 1          | 0          | -                              | 14                             | 2                              | 1        | 0        | 282   | 16    |